# М'ясникович Михайло Володимирович
Миха́йло Володи́мирович М'яснико́вич (біл. Міхаі́л Уладзі́міравіч Мясніко́віч, рос. Михаил Владимирович Мясникович; * 6 травня 1950, Новий Снов, Несвізький район Мінська область, БРСР, СРСР) — білоруський державний діяч, прем'єр-міністр Білорусі з 28 грудня 2010 по 27 грудня 2014 року; доктор економічних наук (1998).

## Біографія
Закінчив Берестейський інженерно-будівельний інститут (1972), Мінську ВПШ (1989).
Працював інженером, з 1983 року — у місцевих органах влади. У 1986—1990 рр. був Міністром комунальної господарки БРСР. З 1990 року був заступником голови Ради міністрів БРСР, з 1994 року — заступник Прем'єр-міністра Білорусі.
З 10 жовтня 1995 по 12 вересня 2001 був керівником Адміністрації президента Білорусі. З 19 жовтня 2001 — керівник Національної академії наук Білорусі: спершу президент, згодом голова президії.
28 квітня 2000 року М'ясниковича було нагороджено Почесною грамотою Національних зборів Республіки Білорусь. Автор багатьох публікацій з економіки.
28 грудня 2010 президент Білорусі Олександр Лукашенко призначив його на посаду прем'єр-міністра.